# Shin Ramyun
Shin Ramyun ( coréen : 신라면 ; hanja : 辛라면 ) est une marque de nouilles instantanées produite par la société sud-coréenne Nongshim depuis le 1er octobre 1986. Elle est désormais exportée dans plus de 100 pays et constitue la marque de nouilles instantanées la plus vendue en Corée du Sud.
Le Shin Ramyun, connu pour sa saveur épicée, est produit en au moins quatre variétés : le Shin Ramyun original et le Shin Ramyun Black, qui a été introduit en 2011 ainsi que le Super Spicy, sorti en 2019, et enfin, une saveur crevette disponible uniquement en Chine.
Un paquet de Shin Ramyun se compose de nouilles, d'un sachet de poudre aromatisée (base de soupe) et d'un sachet de flocons de légumes. Le Shin Ramyun Black contient en plus un sachet de bouillon de bœuf, ce qui donne à la soupe une saveur différente.

## Histoire
Shin Ramyun a été introduit en octobre 1986 par Nongshim. La recette est inspirée du sogogi jangguk, un ragoût coréen épicé populaire à base de chou et de bœuf.
À la suite de l'introduction de Shin Ramyun, la part de marché de Nongshim sur les nouilles instantanées a atteint 46,3 % en 1987 et a dépassé 50 % pour la première fois en 1988 (53,8 %). Shin Ramyun est donc une marque prédominante de nouilles instantanées en Corée.
En 2007, Nongshim a lancé une version de Shin Ramyun au goût de kimchi.
En août 2014, Nongshim a révisé sa recette de blocs de nouilles sur toute sa gamme pour une consistance plus moelleuse. L'emballage extérieur a aussi été redessiné.
En 2015, Shin Ramyun a atteint les 28 milliards d'unités vendues depuis son lancement. Shin Ramyun est répertoriée dans l'indice national de consommation des marques (NBCI) comme la marque numéro 1 en Corée du Sud (2012-2016) pour sa notoriété et sa puissance de marque.
En 2019, Nongshim a lancé une version non frite de ses nouilles en paquet, ce qui permet une réduction de près de la moitié des calories.
En 2023, Shin Gold (saveur poulet) et Shin Green (saveur tofu et champignons) ont été introduits aux États-Unis

### Origine du nom et identité visuelle

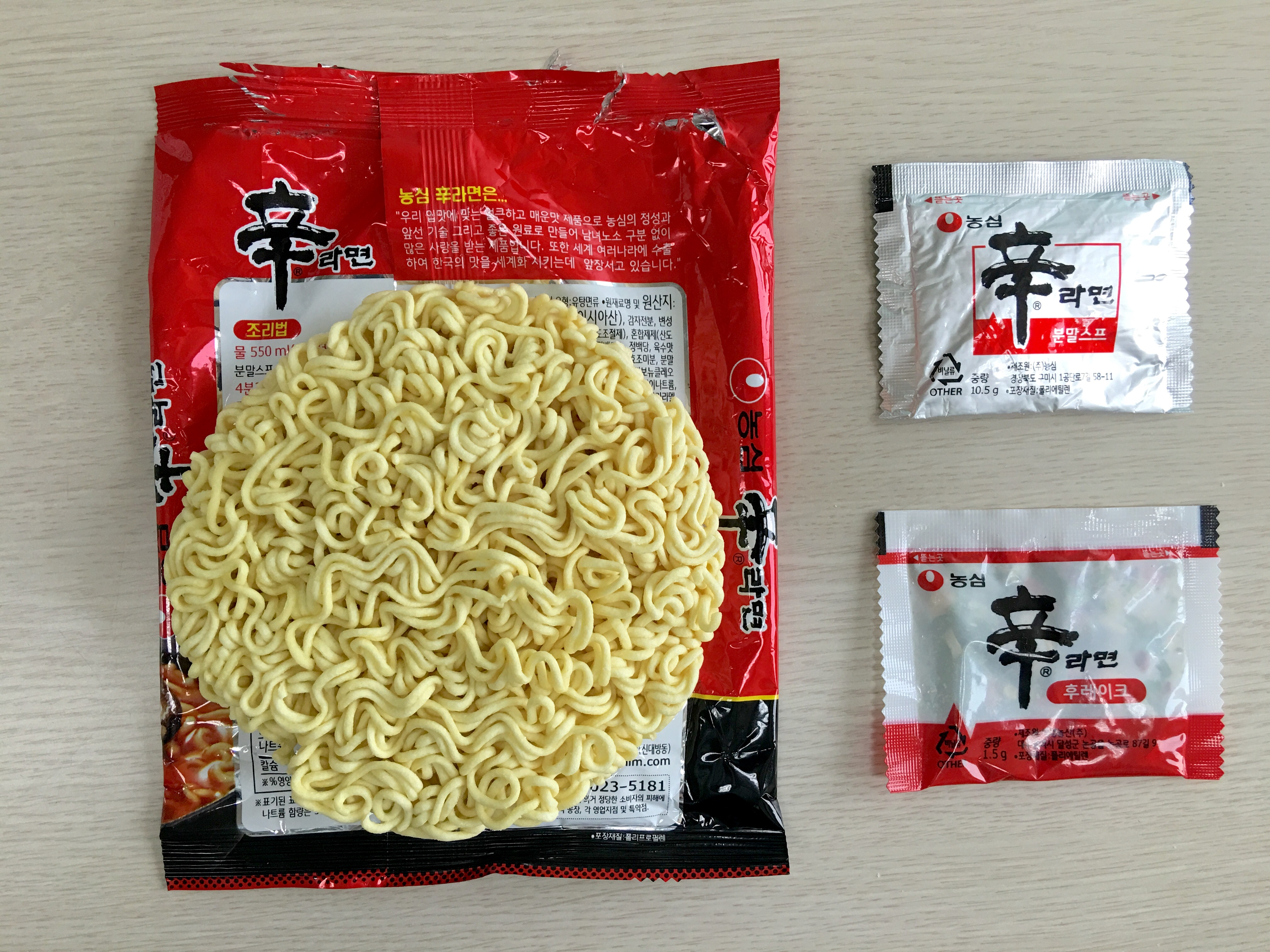
Composition du Shin Ramyun coréen

« Shin Ramyun » est la translittération des mots coréens pour « nouilles instantanées épicées ». Shin Ramyun utilise un emballage rouge et noir avec la forme calligraphique accentuée du caractère Hanja «辛», qui signifie « épicé ». Ce caractère est également le nom de famille du fondateur de Nongshim, Shin Choon-ho, et de son frère aîné, Shin Kyuk-ho, qui a fondé Lotte.

## Produits
Shin Ramyun a été introduit pour la première fois en 1986. Il existe deux types de Shin Ramyun aux États-Unis : l'un est emballé en sachet et l'autre est dans un bol. Un sachet de Shin Ramyun pèse 120 g et il existe 4 tailles de bols Shin Ramyun : Shin Cup Noodle Soup (68 g), Shin Bowl Noodle Soup (86 g), Shin Ramyun M-Cup (75 g) et Shin Big Bowl Noodle Soup (114 g). Au Japon, il existe la mini tasse Shin Ramyun.
Shin Ramyun Black a été lancé en avril 2011, soit 25 ans après le premier lancement de Shin Ramyun sur le marché. Shin Ramyun Black est une version légèrement différente de Shin Ramyun avec une poudre de seolleongtang supplémentaire en plus des assaisonnements habituels. Les autres ingrédients comprennent des tranches de bœuf bouilli, de l'ail et des champignons shiitake.
Shin Ramyun Red « Super Spicy » a été lancé fin 2019, sous forme de paquet standard et de tasse instantanée plus petite, en utilisant les mêmes blocs de nouilles et le même paquet de légumes mais une base de soupe beaucoup plus épicée.
Une variété à la crevette est également disponible en Chine.

## Distribution internationale
Shin Ramyun est la marque de nouilles instantanées la plus populaire à ce jour en Corée du Sud. Elle représente désormais un quart du marché coréen des nouilles instantanées. Shin Ramyun est désormais exporté dans plus de 100 pays à travers le monde, et est produit dans trois pays : les États-Unis, la Chine et la Corée du Sud. En 2015, le nombre cumulé d'unités vendues de Shin Ramyun dans le monde a atteint 28 milliards d'unités.

## Marketing et publicité

### En Corée du Sud
Dans le cadre des stratégies marketing, Nongshim utilise « 사나이 울리는 신라면 » (romanisation : Sanai Ullineun Shin Ramyun ; traduction : « Shin Ramyun peut faire pleurer un homme » ). Le mot sanai ( coréen : 사나이 ) est utilisé pour décrire l'homme tout en soulignant la masculinité.
La plupart de ses publicités montrent une célébrité masculine, souvent avec sa famille, qui mange du Shin Ramyun à la maison. Ces publicités mettent l'accent sur l'aspect familial, coréen et populaire de la marque. Psy, un chanteur sud-coréen bien connu pour sa chanson « Gangnam Style », ainsi que Park Ji-Sung et Son Heung-min, footballeurs sud-coréens, ont également tourné dans des publicités pour Shin Ramyun.
Nongshim utilise aussi de nombreux jingles pour ses produits. L'ajout d'un jingle simple mais accrocheur à la fin de leurs publicités est l'une des stratégies marketing importantes de Nongshim. Ils sont faciles à retenir et la plupart des gens en Corée du Sud les connaissent.

### En Chine
En Chine, Nongshim utilise un slogan : 사나이라면 매운맛을 먹을 줄 알아야지 (吃不了辣味非好漢 (« Celui qui ne sait pas manipuler les épices n'est pas un vrai homme »). Ce slogan est tiré d'une phrase célèbre en Chine « 不到長城非好漢 (Celui qui n'a jamais été à la Grande Muraille n'est pas un vrai homme) » de Mao Zedong.
Conscient de l'importance historique du jeu de société baduk (populairement appelé « go ») en Chine, Nongshim sponsorise depuis 1999 un championnat annuel de Baduk, la Coupe Nongshim, dans le cadre de ses stratégies marketing,.

### Au Japon
Au Japon, Nongshim a fixé le 10 avril comme jour de Shin Ramyun depuis 2010. La date a été choisie pour sa similitude de prononciation avec « Hot » ( ホット en japonais) lorsque la prononciation japonaise du chiffre 4 en anglais est combinée avec le mot japonais pour 10,.
Le mot japonais umakara ( litt. "épicé mais quand même savoureux") a été utilisé pour décrire la saveur du Shin Ramyun,.
Dans le cadre de ses principaux projets marketing, Nongshim propose depuis 2013 le « Shin Ramyun Kitchen Car », un food truck qui offre aux consommateurs la possibilité de goûter au Shin Ramyun. Chaque année, le camion parcourt le Japon pendant sept mois, faisant la promotion de Shin Ramyun auprès des consommateurs. En avril 2016, le camion avait accueilli un total de 150 séances de dégustation et parcouru plus de 100 000 km,.